# 留誉镇
留誉镇，是中华人民共和国山西省吕梁市柳林县下辖的一个乡镇级行政单位。

## 行政区划
留誉镇下辖以下地区：
留誉村、杜家庄村、高家沟村、下岔沟村、柳家沟村、高村、寨子湾村、惠家坪村、苗吾村、张家圪台村、下乌林村、陈家庄村、曹家圪垛村、鸦岔村、塔村、杨家沟村、南沟村和刘家圪达村。